# 3210 Lupishko
3210 Lupishko este un asteroid din centura principală, descoperit pe 29 noiembrie 1983 de Edward Bowell.